# Esgrima na Universíada de Verão de 1961
A esgrima na Universíada de Verão de 1961 foi disputada em Sófia, na Bulgária.

## Medalhistas

### Masculino
| Evento     | Ouro               | Prata                 | Bronze                 |
| Individual | Individual         | Individual            | Individual             |
| ---------- | ------------------ | --------------------- | ---------------------- |
| Espada     | HUN Jenő Kamuti    | URS Viktor Zhdanovich | URS Yury Sisikin       |
| Florete    | POL Bohdan Gonsior | HUN László Lendvai    | FRG Rudiger Wurtz      |
| Sabre      | HUN Peter Bakonyi  | URS Nugzar Asatiani   | HUN Tibor Pézsa        |
| Equipe     |                    |                       |                        |
| Espada     | HUN Hungria        | URS União Soviética   | POL Polônia            |
| Florete    | ITA Itália         | SUI Suíça             | FRG Alemanha Ocidental |
| Sabre      | HUN Hungria        | URS União Soviética   | BUL Bulgária           |

### Feminino
| Evento     | Ouro             | Prata               | Bronze                  |
| Individual | Individual       | Individual          | Individual              |
| ---------- | ---------------- | ------------------- | ----------------------- |
| Espada     | FRG Heidi Schmid | ROM Olga Szabo      | URS Valentina Prudskova |
| Equipe     |                  |                     |                         |
| Espada     | ROM Romênia      | URS União Soviética | FRG Alemanha Ocidental  |

## Quadro de medalhas
| Ordem | País                   | Medalha de ouro | Medalha de prata | Medalha de bronze |    |
| ----- | ---------------------- | --------------- | ---------------- | ----------------- | -- |
| 1     | HUN Hungria            | 4               | 1                | 1                 | 6  |
| 2     | ROM Romênia            | 1               | 1                |                   | 2  |
| 3     | FRG Alemanha Ocidental | 1               |                  | 3                 | 4  |
| 4     | POL Polônia            | 1               |                  | 1                 | 2  |
| 5     | ITA Itália             | 1               |                  |                   | 1  |
| 6     | URS União Soviética    |                 | 5                | 2                 | 7  |
| 7     | SUI Suíça              |                 | 1                |                   | 1  |
| 8     | BUL Bulgária           |                 |                  | 1                 | 1  |
| TOTAL | TOTAL                  | 8               | 8                | 8                 | 24 |